# Østerbro

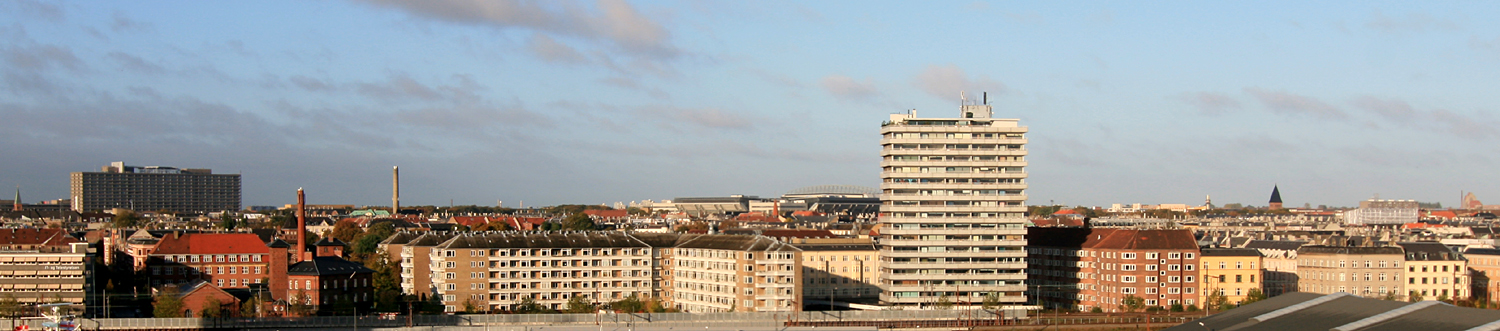
Panorama dzielnicy Østerbro

Østerbro – jedna z 10 oficjalnych dzielnic Kopenhagi w Danii. Znajduje się na północ od centrum miasta, poza starą bramą miejską Østerport, która po przeniesieniu, ok. 1700 r., znajdowała się w pobliżu współczesnej stacji kolejowej, Kopenhaga Østerport. Od samego początku Østerbro było zamożną dzielnicą. Wciąż pozostaje jednym z najbogatszych obszarów w mieście.

## Geografia
Według danych z 2009 dzielnica zajmuje obszar 11,84 km² i zamieszkuje ją 68 769 osób. Graniczy z Nørrebro na zachodzie, Hellerup na północy i Øresund na wschodzie.